# 164 Brygada Strzelców (RFSRR)
164 Brygada Strzelców – oddział piechoty Armii Czerwonej okresu wojny polsko-bolszewickiej. 
Latem 1920 wchodziła w skład III Korpusu Kawalerii Gaja Dimitriewicza Gaja. Liczyła 700 bagnetów, 32 ckm i 8 armat. 22 sierpnia 1920 brygada nie zdołała odeprzeć ataku 1 Pułku Piechoty Legionów na Białystok i była zmuszona opuścić to miasto. Do polskiej niewoli trafiło wówczas 2000 żołnierzy.

## Struktura organizacyjna
Skład 1 sierpnia 1920:
- dowództwo dywizji
- 490 pułk strzelców
- 491 pułk strzelców
- 492 pułk strzelców
- dywizjon artylerii

W tym dniu dywizja posiadała 1500 „bagnetów”,  8 3-calowych armat dywizyjnych wz. 1902.